# ヨハン・ゲオルク・グメリン (化学者)
ヨハン・ゲオルク・グメリン（Johann Georg Gmelin、1674年8月17日 - 1728年8月22日）はドイツの薬学者である。テュービンゲンで薬局を開いた。テュービンゲン大学で教師も務め、同名の息子など、その子孫には多くの化学者博物学者がいる。

## 略歴
現在のバーデン＝ヴュルテンベルク州のコーンタール＝ミュンヒンゲンの皮革業者（Weißgerbers）の息子に生まれた。ストックホルムで医学者のウルバン・ヤーネに学び、スウェーデンで薬学者として働いた。1706年にドイツに戻り、薬剤師の娘と結婚し、テュービンゲンに有名な薬局を開き、大学での教師も務めた。著作はほとんど行わなかったが酢酸水銀（essigsauren Quecksilbers）の製法についての論文が没後、同名の息子によって発表された。
息子のヨハン・ゲオルク・グメリンは博物学者として有名になり、ヨハン・コンラート・グメリンは薬学者となりフィリップ・フリードリヒ・グメリンも化学者、薬学者となった。フィリップ・フｒ－ドリッヒの子孫にヨハン・フリードリヒ・グメリン、レオポルト・グメリンらの博物学者、化学者がいる。
、